# Comisión Estatal de los Derechos Humanos de Tabasco
La Comisión Estatal de los Derechos Humanos de Tabasco es uno de los órganos constitucionales autónomos del estado mexicano de Tabasco. Es la encargada de garantizar el respeto y protección de los derechos humanos en el estado de Tabasco.
Cuenta con plena autonomía orgánica, funcional, de gestión y presupuestaria, con personalidad jurídica y patrimonio propios. Su actual presidente es José Antonio Morales Notario.

## Funciones
La Constitución Política de los Estados Unidos Mexicanos establece que los organismos de protección de los derechos humanos de las personas, tanto de la unión como de cada Estado, «conocerán de quejas en contra de actos y omisiones de naturaleza administrativa provenientes de cualquier autoridad o servidor público, con excepción de los del Poder Judicial de la Federación y de los de materia electoral, que violen estos derechos» (art. 102).

### Atribuciones
1. Recibir peticiones por presuntas violaciones a los Derechos Humanos.
2. Conocer e investigar a petición de parte o de oficio, presuntas violaciones de derechos humanos en los siguientes casos: 
  - Por actos u omisiones de servidores públicos a que se refiere el artículo 3 de la Ley de Derechos Humanos del Estado de Tabasco.
  - Cuando los particulares o algún otro agente social cometan ilícitos con la tolerancia o anuencia de algún servidor público o autoridad, o bien cuando estos últimos se nieguen infundadamente a ejercer las atribuciones u obligaciones que legalmente les correspondan con relación a dichos ilícitos, particularmente tratándose de conductas que afecten la integridad física y psicológica de las personas.
  - Por actos u omisiones en la aplicación del sistema especializado de justicia para adolescentes.
3. Formular recomendaciones públicas autónomas, no vinculatorias, denuncias y quejas ante las autoridades respectivas, en los términos establecidos por la Constitución Estatal, así como desplegar las acciones necesarias para su debida aceptación y cumplimiento.
4. Procurar la conciliación entre peticionarios y las autoridades señaladas como responsables, así como la inmediata solución de un conflicto planteado, cuando la naturaleza del caso lo permita.
5. Impulsar y promover la protección, observancia, vigilancia, estudio, investigación, divulgación y defensa de los derechos humanos en el Estado.
6. Proponer a través de recomendaciones a las autoridades, que en el exclusivo ámbito de su competencia, promuevan los cambios y modificaciones de disposiciones legislativas y reglamentarias, así como de prácticas administrativas, que a juicio de la Comisión Estatal redunden en una mejor protección de los derechos humanos.
7. Promover el estudio, la enseñanza y divulgación de los derechos humanos reconocidos en los ámbitos internacional, nacional, estatal y municipal.
8. Expedir, dentro del marco legal vigente en la materia, su reglamento Interno, manual de organización y demás instructivos de procedimientos y servicios de la Comisión Estatal.
9. Aprobar el proyecto de presupuesto anual de egresos de la Comisión Estatal, que le sea sometido a su consideración por el titular de este organismo, previo a su envío al ejecutivo para su integración al presupuesto general de egresos del Estado.
10. Elaborar y ejecutar programas preventivos en materia de derechos humanos.
11. Supervisar oficiosamente las condiciones de las personas privadas de su libertad que se encuentren en los centros de reinserción social o en los centros de internamiento, detención, retención y arraigo; además vigilar que todo tipo de centro destinado a brindar rehabilitación física o psiquiátrica, asilo, albergue o asistencia social del Estado estén apegadas a derecho y se garantice la plena vigencia de los derechos humanos, pudiendo solicitar el reconocimiento médico o la práctica de dictamen médico psicológico a reos o detenidos cuando se presuman malos tratos o torturas en los términos del Estatuto de Estambul para comunicar a las autoridades competentes, los resultados de las revisiones practicadas. En el ejercicio de sus funciones, el personal de la Comisión Estatal tendrá acceso irrestricto a los centros citados.
12. Formular programas y proponer acciones en coordinación con las dependencias, entidades u órganos competentes que impulsen el cumplimiento de los Tratados, Convenciones y Acuerdos Internacionales signados y ratificados por México en materia de derechos humanos. Para ello elaborará y actualizará de manera constante una recopilación de dichos documentos que divulgará ampliamente por medios impresos y de comunicación a la población.
13. Proponer a las dependencias, entidades u órganos competentes en los términos de la legislación aplicable, la suscripción de convenios o acuerdos de coordinación en materia de derechos humanos.
14. Dar seguimiento y evaluar la vigencia de los derechos humanos en el Estado.
15. Conocer de asuntos en materia laboral en que deberá emitir recomendaciones a las autoridades competentes por violación de derechos humanos laborales.
16. Determinar la presentación de la denuncia ante el Ministerio Público o la autoridad administrativa que corresponda por la reiteración de las conductas cometidas por una misma autoridad o servidor público, que hayan sido materia de una recomendación previa que no hubiese sido aceptada o cumplida.
17. Emitir recomendaciones generales e informes especiales.
18. Suscribir convenios de colaboración con organismos de la sociedad civil.
19. Suscribir convenios de colaboración con universidades públicas para realizar y desarrollar estudios, investigaciones, capacitaciones y programas educativos en materia de derechos humanos.

### No competencias
De acuerdo al artículo 9 de la Ley de Derechos Humanos del Estado de Tabasco, la Comisión no es competente para conocer de asuntos relativos a: 
1. Asuntos electorales
2. Resoluciones de carácter jurisdiccional
3. Asuntos en los que se encuentren involucradas autoridades o servidores públicos de la Federación
4. Conflictos entre particulares
5. Consultas formuladas por autoridades, particulares u otras entidades, sobre la interpretación de las disposiciones constitucionales y legales.

## Integración de la Comisión
La Comisión Estatal de los Derechos Humanos de Tabasco es integrada por un Consejo Consultivo, integrado por 7 consejeros, entre ellos su Presidente, quien es electo por el Congreso del Estado de Tabasco para un periodo de 5 años, pudiendo ser reelecto para un periodo inmediato igual. El resto de los consejeros son electos por el Congreso para un periodo de 2 años, pudiendo ser ratificados para un periodo inmediato igual.

## Presidencia
La persona titular de la Presidencia de la Comisión Estatal de los Derechos Humanos es la encargada de la dirección ejecutiva del organismo y es quien debe presentar un informe anual de actividades y comparecer anualmente, en el mes de diciembre, ante el Congreso del Estado de Tabasco.

### Requisitos para ser Presidente
Son requisitos para ser titular de la Presidencia de la Comisión Estatal de los Derechos Humanos:
- Ser ciudadano mexicano en pleno ejercicio de sus derechos políticos y civiles.
- Tener 30 años de edad, al día de su elección.
- Tener residencia efectiva, por lo menos de tres años en el Estado.
- Contar con experiencia en derechos humanos o actividades afines y conocimiento de las leyes estatales, nacionales y los instrumentos jurídicos internacionales en la materia.
- No haber desempeñado cargo de dirección nacional, estatal o municipal, en algún partido político en los dos años anteriores a su elección.
- No haber desempeñado cargo alguno en materia de seguridad pública, procuración y administración de justicia, en los dos años anteriores a su elección.
- Gozar de probidad y no haber sido condenado por delito doloso.
- Tener título y cédula profesional.

### Unidades Administrativas
El titular de la Presidencia de la Comisión Estatal de los Derechos Humanos cuenta con la siguiente estructura administrativa, de acuerdo al artículo 8 de la Ley de Derechos Humanos del Estado de Tabasco:
- Secretaría Ejecutiva.
- Subsecretaría Técnica.
- Órgano Interno de Control.
- Dirección de Administración y Finanzas.
- Primera Visitaduría General.
- Segunda Visitaduría General.
- Tercera Visitaduría General.
- Visitaduría Regional de Atención a Migrantes y Grupos Vulnerables de la Frontera Sur.
- Dirección de Peticiones, Orientación y Gestiones.
- Unidad de Asuntos Jurídicos, Visitadores Adjuntos.